# Rated R: Remixed
Rated R: Remixed (estilizado como Rated R /// Remixed) é o segundo álbum de remisturas da cantora barbadense Rihanna, lançado a 8 de maio de 2010 em formato digital no Brasil, Portugal e Estados Unidos através da Def Jam Recordings. Contém remisturas das faixas do quarto álbum de estúdio de 2009 Rated R. As canções foram remisturas com produção adicional por Chew Fu, em que a maioria das edições foram remasterizadas com influência do género estilístico house music, além de incorporar o uso de sintetizadores como parte do seu instrumental.
A compilação recebeu uma crítica mista pelo editor Jean Goon do MSN Entertainment. Goon prezou Chew Fu pela remistura de algumas melodias sombrias que as transformou em canções orientadas para discotecas, mas concluiu que não era nada memorável. Comercialmente, o disco atingiu a 156.ª posição na Billboard 200 e a sexta na Dance/Electronic Albums. Na Coreia do Sul, o melhor lugar ficou registado no número trinta e cinco através da South Korea Gaon International Chart, além de ter sido o quarto trabalho mais vendido na lista da Grécia. Nos Estados Unidos, o projeto vendeu mais de 13 mil cópias até à data.

## Antecedentes e lançamento

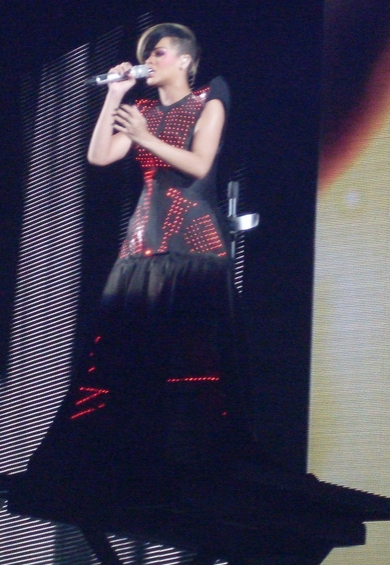
Rihanna a interpretar "Russian Roulette", primeiro single de Rated R que recebeu remistura.

Após o lançamento de Rated R, na primeira semana nos Estados Unidos vendeu 181 mil cópias, com estreia na quarta posição da tabela musical Billboard 200, superando os resultados obtidos pelo seu trabalho anterior, Good Girl Gone Bad. Mundialmente, vendeu mais de três milhões de cópias. Depois do desempenho comercial positivo dos singles "Russian Roulette", "Hard" e "Rude Boy", a Def Jam Recordings confirmou a 14 de abril de 2010 que Rihanna iria editar o seu segundo álbum de remisturas intitulado Rated R: Remixed, sucedendo ao de estreia Good Girl Gone Bad: The Remixes em janeiro de 2009. O trabalho foi anunciando como algo que os fãs pudessem usufruir como ponto entre a digressão que na altura estava a decorrer Last Girl on Earth Tour e o quinto disco de originais da cantora, Loud, que ainda não tinha sido lançado. O projeto foi exclusivamente remisturado pelo produtor e DJ nascido em Nova Iorque, Chew Fu. Embora o alinhamento do disco base consistisse em treze faixas, Rated R: Remixed apresentou apenas dez delas; "Cold Case Love", "The Last Song" e "Te Amo" não foram trabalhadas por Fu e consequentemente não foram incluídas no alinhamento final. O lançamento ocorreu a 8 de maio de 2010 no Brasil, Portugal, Suécia e Suíça através da iTunes Store em descarga digital, e mais tarde em formato físico a 20 do mesmo mês em Portugal e 1 de junho no Brasil.

## Estilo musical e receção da crítica
Rated R: Remixed deriva de origens estilísticas de house e dance. "Russian Roulette", "Photographs", "Rude Boy" e "Stupid in Love" contêm "batidas pesadas de eletrónica e de sintetizadores. "Wait Your Turn", originalmente uma canção hip-hop e dubstep, foi remasterizada para providenciar influências house. "Stupid in Love", originalmente uma balada de R&B e pop, também foi trabalhada para igualar a sonoridade do disco. Jean Goon do portal MSN Entertainment fez uma análise mista da vertente do projeto, atribuindo duas estrelas e meia de cinco possíveis. Goon foi cortês no seu pensamento de como Fu tinha alterado algumas das músicas mais sombrias para as tornar "cativantes, e com toques alegres". O crítico observou que "Photographs" tinha sofrido uma transformação, realçando que a composição complementava a performance vocal de Rihanna e em relação a "Stupid in Love", descreveu como uma remistura "elegante o suficiente para ser reproduzida numa butique ou café".
Contudo, Goon criticou negativamente a produção de "Russian Roulette", escrevendo que Fu parecia ter-se "deixado levar um pouco" e criticou-o por aplicar batidas eletrónicas para cada música, e nem todas precisavam delas, afirmando ainda que era uma "perda de tempo escutar". Em relação a "Rude Boy", um tema originalmente dançante que incorpora elementos de dancehall, ragamuffin, R&B e pop, Jean salientou que a produção de Fu era uma tentativa de "superar o já animado original".  O profissional concluiu que embora algumas das remisturas "não fossem muito más de ouvir", não havia faixas que se destacassem ou fosse memoráveis, finalizando que alguns até "pareciam fortemente distorcidos pelos sintetizadores eletrónicos que pareciam competir pela nossa atenção, invés de complementarem os vocais da cantora".

## Alinhamento de faixas
| N.º            | Título                                                | Compositor(es)                                                                                           | Produtor(es)                                                           | Duração |  |
| 1.             | "Mad House" (Chew Fu Straight Jacket Fix)             | Makeba Riddick, Will Kennard, Saul Milton, Robyn Fenty                                                   | Chase & Status (remistura e produção adicional por Chew Fu)            | 2:12    |  |
| 2.             | "Russian Roulette" (Chew Fu Black Russian Fix)        | Shaffer Smith, Charles Harmon                                                                            | Chuck Harmony, Ne-Yo (remistura e produção adicional por Chew Fu)      | 5:55    |  |
| 3.             | "Rockstar 101" (com Slash) (Chew Fu Teachers Pet Fix) | Terius Nash, Christopher Stewart, Robyn Fenty                                                            | Tricky Stewart, The-Dream (remistura e produção adicional por Chew Fu) | 4:27    |  |
| 4.             | "Wait Your Turn" (Chew Fu Black Russian Fix)          | James Fauntleroy II, Mikkel S. Eriksen, Tor Erik Hermansen, Kennard, Milton, Takura Tendayi, Robyn Fenty | StarGate, Chase & Status (remistura e produção adicional por Chew Fu)  | 3:46    |  |
| 5.             | "Photographs" (com will.i.am) (Chew Fu 35mm Fix)      | William Adams, Jean Baptiste, Michael McHenry, Allan Pineda                                              | will.i.am, Paper Boy (remistura e produção adicional por Chew Fu)      | 5:59    |  |
| 6.             | "Rude Boy" (Chew Fu Vitamin S Fix)                    | Eriksen, Hermansen, Ester Dean, Riddick, Rob Swire, Fenty                                                | StarGate, Rob Swire (remistura e produção adicional por Chew Fu)       | 5:41    |  |
| 7.             | "Hard" (com Jeezy) (Chew Fu Granite Fix)              | Terius Nash, Christopher Stewart, Fenty, Jay Jenkins                                                     | Tricky Stewart, The-Dream (remistura e produção adicional por Chew Fu) | 5:27    |  |
| 8.             | "G4L" (Chew Fu Guns in the Air Fix)                   | Kennard, Milton, Fauntleroy II, Fenty                                                                    | Chase & Status (remistura e produção adicional por Chew Fu)            | 5:25    |  |
| 9.             | "Fire Bomb" (Chew Fu Molotov Fix)                     | Fauntleroy II, Brian Kennedy, Fenty                                                                      | Brian Kennedy (remistura e produção adicional por Chew Fu)             | 6:58    |  |
| 10.            | "Stupid in Love" (Chew Small Room Fix)                | Smith, Eriksen, Hermansen                                                                                | StarGate, Ne-Yo (remistura e produção adicional por Chew Fu)           | 5:32    |  |
| Duração total: | Duração total:                                        | Duração total:                                                                                           | Duração total:                                                         | 51:48   |  |

## Desempenho nas tabelas musicais
Na Coreia do Sul, através da tabela musical South Korea Gaon International Chart, o trabalho registou a 35.ª como melhor posição atingida e na Grécia atingiu a quarta na segunda edição da lista. Nos Estados Unidos, Rated R: Remixed estreou na 156.ª posição na tabela musical Billboard 200 a 12 de junho de 2010, permanecendo apenas por uma semana. Na Dance/Electronic Albums debutou em sexto lugar, com uma permanência de onze semanas. O disco também chegou a número 33 na Billboard R&B/Hip-Hop Albums em junho de 2010. Em julho de 2010, o álbum tinha vendido 13 mil unidades de acordo com a Nielsen SoundScan.

### Posições
| Tabela musical (2010)                                | Melhor posição |
| ---------------------------------------------------- | -------------- |
| Coreia do Sul - South Korea Gaon International Chart | 35             |
| Grécia - Greek Albums Chart                          | 4              |
| Estados Unidos - Billboard 200                       | 158            |
| Estados Unidos - Billboard Dance/Electronic Albums   | 6              |
| Estados Unidos - Billboard R&B/Hip-Hop Albums        | 33             |

## Créditos
O álbum atribui os seguintes créditos:
| - Produção executiva: Antonio "L.A." Reid, Robyn Fenty, The Carter Administration, Carl Sturken e Evan Rogers‎ - Produção: Chase & Status, Chuck Harmony, Ne-Yo, Tricky Stewart, The-Dream, StarGate, will.i.am, Paper Boy, Rob Swire, Brian Kennedy, Chew Fu - Composição: Makeba Riddick, Will Kennard, Saul Milton, Robyn Fenty, Charles Harmon, Terius Nash, Christopher Stewart, James Fauntleroy II, Mikkel S. Eriksen, Tor Erik Hermansen, Kennard, Milton, Takura Tendayi, William Adams, Jean Baptiste, Michael McHenry, Allan Pineda, Ester Dean, Rob Swire, Jay Jenkins, Brian Kennedy - Engenharia: Mikkel S. Eriksen, Paul Foley, Karl Heilbron, Chris "Tek" O'Ryan, Mike Johnson, Padraic Kerin, Sean Tallman, Marcos Taylor, Brian "B-Luv" Thomas, Pat Thrall, Marcos Tovar, Neil Tucker, Andrew Wuepper | - Assistência de engenharia: Cédric Culnaërt, Tyler Van Dalen, Steven Dennis, Rick Friedrich, Luis Navarro, Montez Roberts, Sébastien Salis, Jason Sherwood, - Mistura: Kevin "KD" Davis, Dylan Dresdow, Jean-Marie Horva, Jaycen Joshua, - Remistura: Chew Fu - Artistas e reportório (A&R): Jay Brown, Tyran "Ty Ty" Smith - Direcção de arte: Simon Henwood, JP Robinson, Ciarra Pardo, Robyn Fenty - Design: Simon Henwood, JP Robinson, Ciarra Pardo, Robyn Fenty |

## Histórico de lançamento
Rated R: Remixed foi lançado em formato digital a 8 de maio de 2010 no Brasil, Finlândia e Portugal. Neste último, a 20 do mesmo mês foi editada a versão física do trabalho e um dia depois na Alemanha e nos Estados Unidos.
| País           | Data               | Formato          | Editora discográfica |
| -------------- | ------------------ | ---------------- | -------------------- |
| Brasil         | 8 de maio de 2010  | Descarga digital | Universal Music      |
| Finlândia      | 8 de maio de 2010  | Descarga digital | Universal Music      |
| Portugal       | 8 de maio de 2010  | Descarga digital | Universal Music      |
| Suécia         | 8 de maio de 2010  | Descarga digital | Universal Music      |
| Suíça          | 8 de maio de 2010  | Descarga digital | Universal Music      |
| Portugal       | 20 de maio de 2010 | CD               | Universal Music      |
| Alemanha       | 21 de maio de 2010 | CD               | Universal Music      |
| Reino Unido    | 25 de maio 2010    | CD               | Mercury              |
| Estados Unidos | 25 de maio 2010    | CD               | Def Jam              |
| Brasil         | 1 de junho 2010    | CD               | Universal Music      |